# Покољ у Љубљани 24. априла 1920.
Покољ над штрајкачима у Љубљани извршила је жандармерија Љубљане 24. априла током општег штрајка железничара Југославије 1920. године. У пуцњави је погинуло 13, а рањено преко 30 учесника штрајка.
Неколико дана пре ових догађаја, на састанку функционера Словеначке народне странке у Љубљани, Антон Корошец, вођа странке и тадашњи министар саобраћаја, упозорио је на растућу претњу комунистичког радничког покрета по монархију у Југославији. Током штрајка одбио је да преговара са штрајкачким вођама железничара, званично због тога да је штрајк илегалан односно ненајављен.  

## Позадина
Од 15. до 29. априла 1920. године трајао генерални штрајк железничара Југославије, јер је Влада једнострано покушала да уведе „Привремени правилник“, којим би поништила или знатно изменила многе одредбе ранијег споразума, који је био закључен са Савезом саобраћајних и транспортних радника Југославије. Пошто интервенције Савеза, преговори и парцијални штрајкови нису дали жељени резултат, железничари су ступили у генерални штрајк. Ово је била највећа економска акција југословенске радничке класе и обухватила је више од 50.000 запослених на железницама. Железничарима су се у штрајку придружили и радници запослени у Бродарском синдикату у Београду. Влада је од самог почетка штрајка употребила жандармерију, полицију, војску и друга средства да би натерала железничаре да се врате на посао. Вођство штрајка и синдиката се није снашло у јако заоштреној ситуацији. У току 21/22. априла изведен је општераднички штрајк у знак подршке железничарима, али је ова акција уследила касно, јер је у неким деловима земље штрајк већ био угашен. 

## Штрајк у Словенији и покољ
У Словенији је такође трајао велики штрајк железничара, упоредо са штрајком на разини целе земље. Био је обустављен сваки саобраћај, штрајкачке страже су запоселе железничке станице у Љубљани, Зиданом мосту, Прагерском и у другим местима. Био је формиран штрајкачки одбор који је водио штрајк. Влада је 19. априла објавила мобилизацију железничара, а штрајкачки одбор је позвао железничаре да се оглуше о мобилизацију. Народни социјалисте и социјалдемократе били су за окончање штрајка. Комунисти су с друге стране позвали раднике Словеније да пруже подршку железничарима у штрајку. Тако су након 20. априла најпре рудари, затим металци и други почели тродневни штрајк солидарности. У Трбовљу су прогласили "републику" коју је војска трећег дана силом угушила. У Љубљани су упркос забрани 22. и 23. априла одржани раднички зборови. Највећи је био организован 24. априла. Радничка колона формирала се у предграђу у Залошкој цести код трамвајске ремизе. Жандармеријски кордон је колони затворио пут у град. Жандари су пуцали у колону и убили 13 штрајкача, међу којима су биле и жене радника и деца, а више од 30 људи било је рањено. Радници су околним улицама након тога ипак дошли до центра града, где је одржан збор на коме су протествовали против жандарског насиља. Власти су почеле да затварају вође штрајка и железничаре у штрајку, а похапшено је било и покрајинско руководство Социјалистичке радничке партије Југославије (комуниста). Режимска штампа је ширила дезинформације да су штрајкачи први изазвали насиље против жандармерије.

## Последице
Дајући неодређена обећања штрајкачима, Влада је крајем априла успела да угуши штрајк железничара. Штрајк је формално био окончан 29. априла. Одмах по завршетку штрајка предузете су масовне репресалије против штрајкача. Штрајк железничара и догађај у Залошкој улици означили су врхунац револуционарног расположења словеначких радника после рата. Истовремено су се показале и неке слабости новоформиране комунистичке партије у организовању и предвођењу радничке класе у борби за радничка права. С друге стране покољ у Залошкој улици показао је да је владајућа гарнитура и по цену живота радника спремна да оружаном силом брани свој положај и моћ.
Када је у Босни и Словенији у децембру 1920. године дошло до великих штрајкова рудара у организацији Комунистичке партије Југославије, Влада Краљевине СХС изгласала је Обзнану, којом је окончана свака легална активност Комунистичке партије Југославије у држави.